# Sallerup (Køng Sogn)
 For alternative betydninger, se Sallerup. (Se også artikler, som begynder med Sallerup)
Sallerup er en lille landsby i Køng Sogn, Vordingborg Kommune, som ligger imellem Vordingborg og Næstved.
|  | Denne artikel om lokaliteten Sallerup (Køng Sogn) kan blive bedre, hvis der indsættes et (bedre) billede. Du kan hjælpe ved at afsøge Wikimedia Commons for et passende billede eller lægge et op på Wikimedia Commons med en af de tilladte licenser og indsætte det i artiklen. |

55°05′04″N 11°49′15″Ø / 55.0844°N 11.8208°Ø